# Ángel Felpeto Enríquez
Ángel Felpeto Enríquez (San Xoan de Alba, 3 d'octubre de 1947) és un educador i polític espanyol, conseller d'Educació, Cultura i Esports del Govern de Castella-la Manxa des de 2016.

## Biografia

### Primers anys
Nascut el 3 d'octubre de 1947 a la parròquia gallega de San Xoan d'Alba, al concello lucense de Vilalba. Entre 1959 i 1967 va ser seminarista en el Seminari Santa Catalina de Mondoñedo, on va obtenir un títol en Filosofia. Posteriorment va obtenir un títol de Graduat Social a la Universitat de Granada.
Professor tècnic de Formació Professional, va ser docent i director de diferents centres educatius en Gálvez, Eibar i Toledo.

### Carrera política
Després d'un període treballant en la Junta de Comunitats de Castella-la Manxa en programes educatius, requerit pel conseller d'Educació José Valverde Serrano per ajudar en la implantació del sistema amb les noves competències adquirides en matèria d'educació per la comunitat autònoma en 2000, en 2001 es va convertir en delegat a la província de Toledo de la Junta al camp d'Educació i Cultura. El 2007 va ser inclòs en el número 3 de la candidatura per a les eleccions municipals a Toledo encapçalada per Emiliano García-Page, amb la qual aquest últim va accedir a l'alcaldia. Felpeto va assumir les funcions de vicealcalde i de regidor de l'Àrea d'Educació, Cultura, Festes, Joventut i Esports durant la corporació 2007–2011.

### Conseller del govern regional

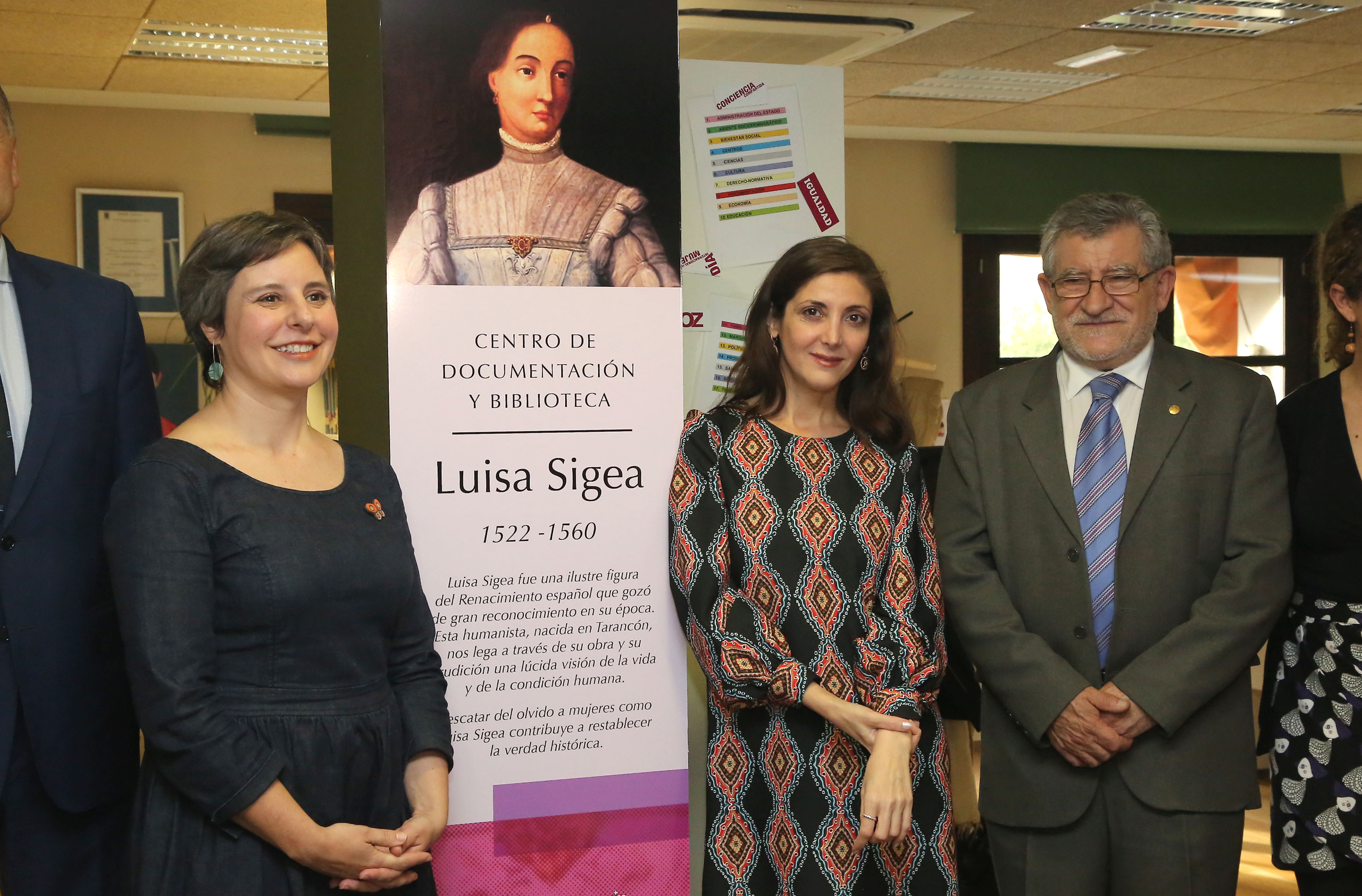
Al costa d'Espido Freire i Araceli Martínez durant la inauguració de la Biblioteca Luisa Sigea a l'octubre de 2016.

Jubilat i retirat de la política, el president de la Junta de Comunitats de Castella-la Manxa García-Page va aconseguir convèncer Felpeto el 2016 perquè acceptés el càrrec de conseller d'Educació, Cultura i Esports del govern regional, i substituir així a Reyes Estévez Forneiro, amb una gestió al capdavant de la conselleria molt qüestionada. Va prendre possessió del càrrec el 6 de maig al Palau de Fuensalida.